# Lennebergturm
Der Lennebergturm ist ein ca. 17 m hoher steinerner Aussichtsturm im Lennebergwald zwischen Mainz und Budenheim im Landkreis Mainz-Bingen in Rheinland-Pfalz. Der vom Mainzer Architekten Philipp Johann Berdellé entworfene Turm wurde 1880 eingeweiht und ist architektonisch im Stil der Neugotik gehalten.

## Geschichte
Bereits 1820 wurde auf dem 176,8 m ü. NHN hohen Lenneberg im Lennebergwald eine Aussichtsplattform angelegt, die den Namen „Schöne Aussicht“ trug. 1874 gründete der Mainzer Maler und Stuckateur Adam Allendorf (1845–1924) einen Wander- und Verschönerungsverein – den Lennebergverein. Auf Initiative Allendorfs und des Vereins wurde ab 1878 auf der „Schönen Aussicht“ der Lennebergturm errichtet und am 26. September 1880 feierlich eingeweiht.
Der Turm überstand die folgenden Jahrzehnte nahezu unbeschadet. In jüngster Zeit wurde er aber durch Brandstiftung und Graffiti beschädigt, sodass er saniert werden musste. Daher ist der Aufgang zum Lennebergturm normalerweise verschlossen, in den Sommermonaten ist er aber sonntags geöffnet. Außerdem kann er nach vorheriger Anmeldung beim heutigen Eigentümer (dem Wander- und Lennebergverein Rheingold Mainz e. V.) betreten werden.

## Architektur
Entsprechend dem herrschenden Zeitgeist des Historismus plante der Architekt Philipp Johann Berdellé (1838–1903) den steinernen Aussichtsturm in neugotischem Stil. Er kombinierte dabei einen breiteren Rundturm und einen schmaleren, aber höheren Treppenturm. Der Eingang zum Turm liegt auf ca. 4,3 m Höhe und führt in einen gut 3 m hohen Raum, der durch drei hohe Spitzbogenfenster erhellt wird und mittig mit einem Bodenmosaik verziert ist. Eine Holztür führt rechterhand in den Treppenturm auf eine rechtsdrehende Wendeltreppe mit 42 Sandsteinstufen zur mit Zinnen verzierten 12,8 m hoch liegenden Aussichtsplattform. Auf dem Treppenturm befindet sich eine weitere, mit Zinnen verzierte knapp 16 m hoch liegende Plattform, die jedoch nur über eine Anlegeleiter erreichbar und daher nicht öffentlich zugänglich ist. Der steinerne Treppenaufgang zum Turmeingang besteht aus 28 Stufen und wurde in neuerer Zeit mit modernen Metallgittern und Geländern abgesichert.

## Galerie weiterer Bilder

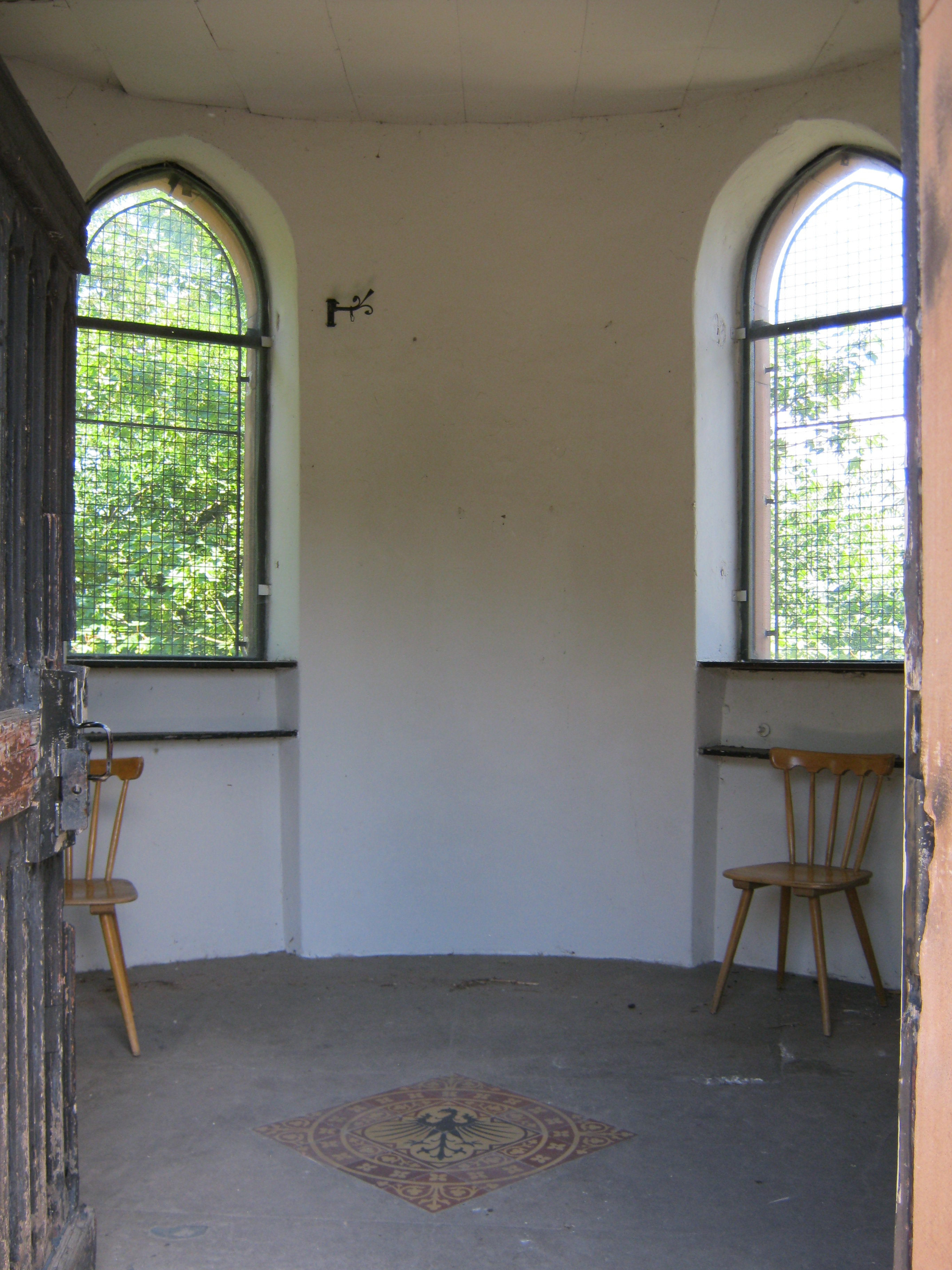
Blick in den Eingangsraum
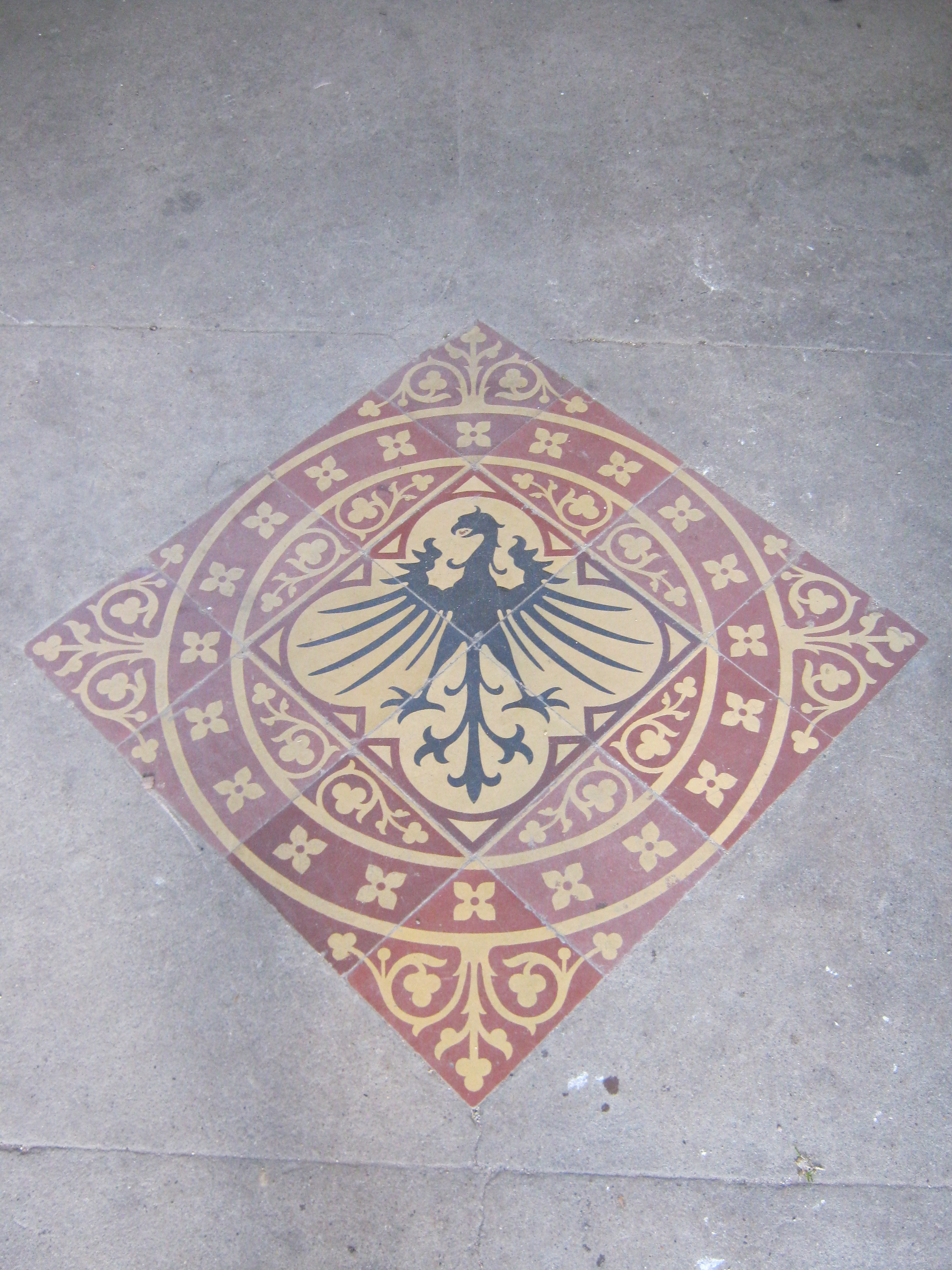
Bodenmosaik im Eingangsraum
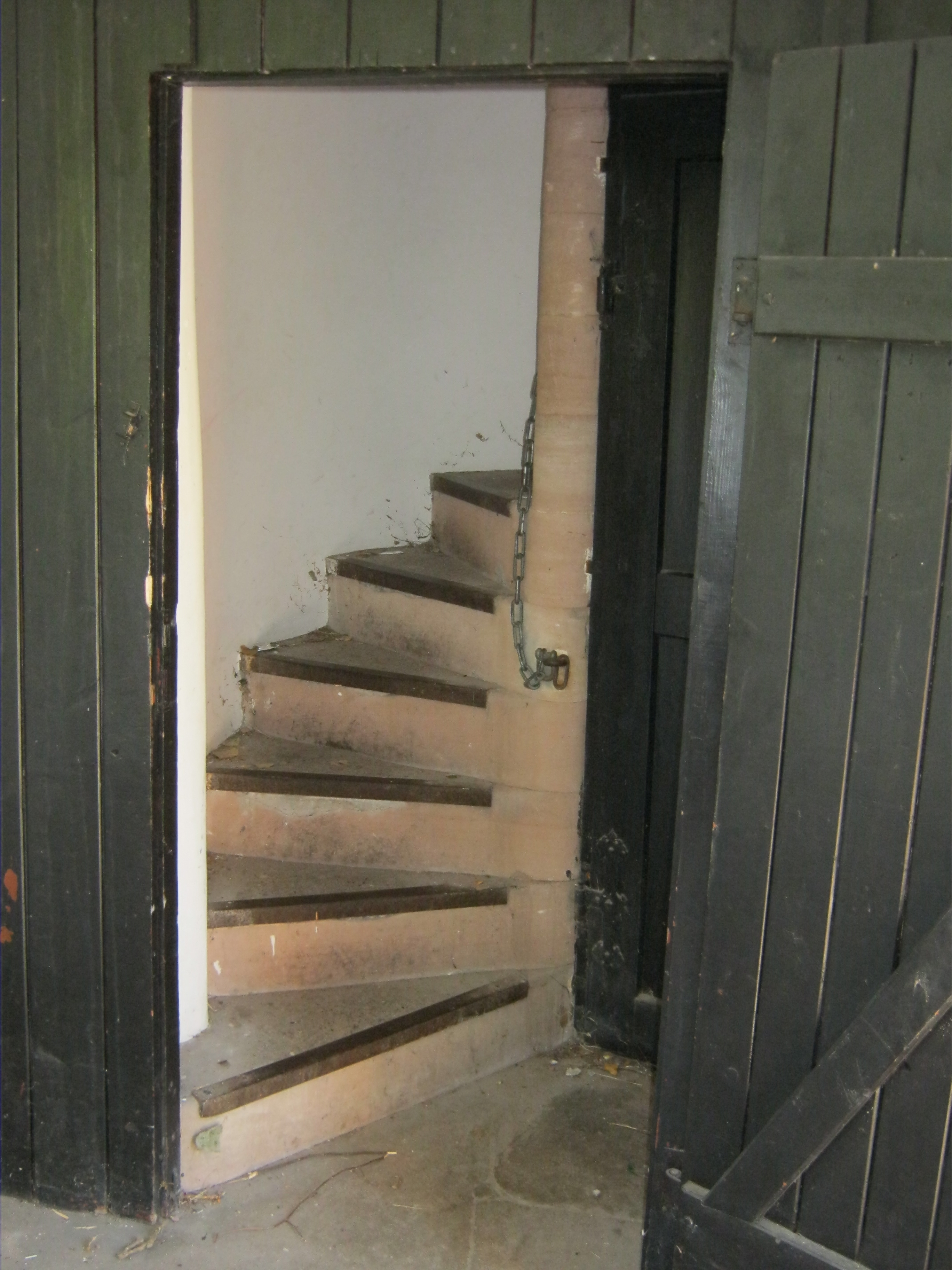
Wendeltreppe im Turm
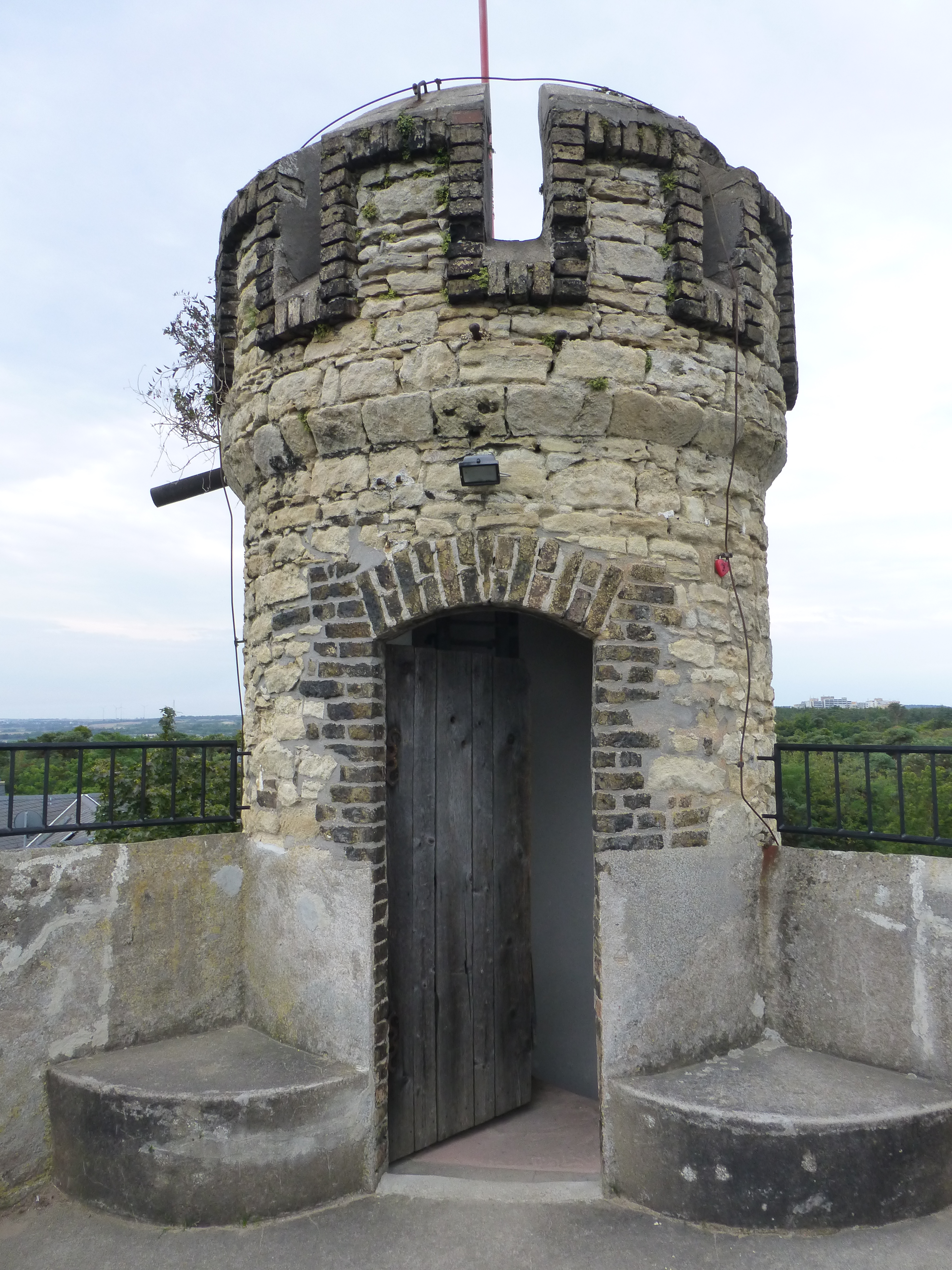
Zugang vom Treppenturm zur Aussichtsplattform
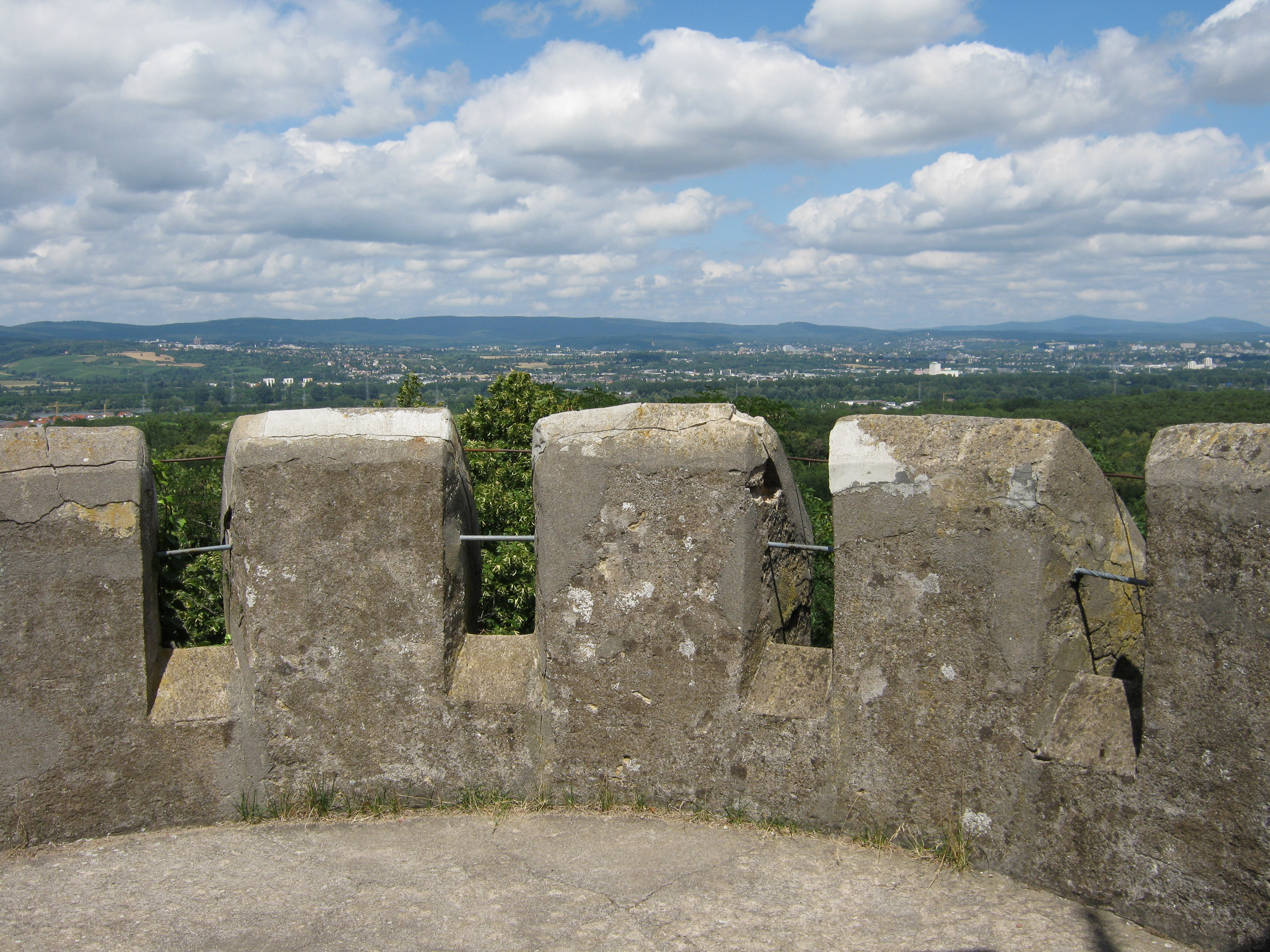
Aussichtsplattform des Turms
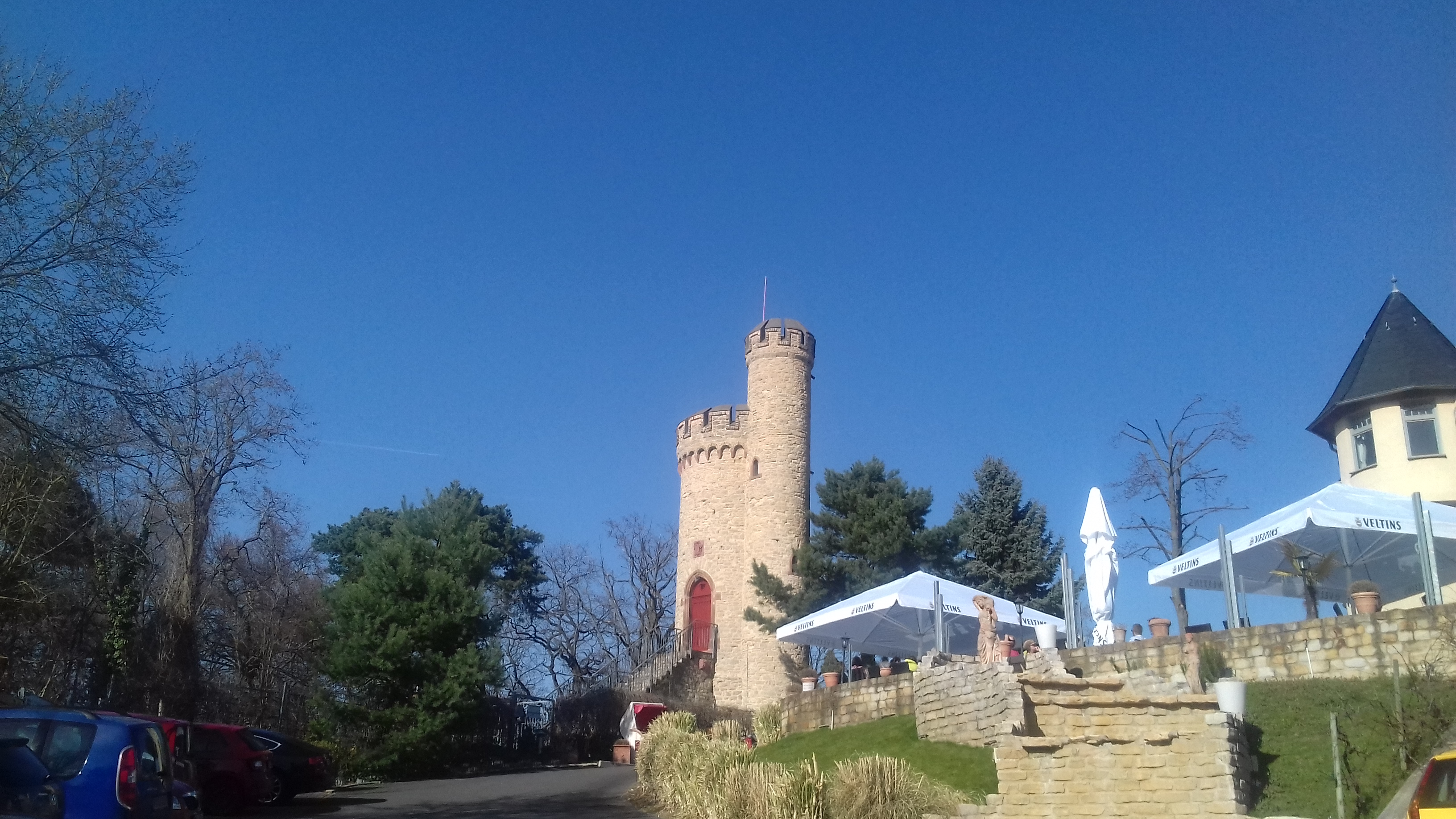
Lennebergturm mit dazugehörigem Restaurant